# Netto-uyoku
Netto-uyoku (ネット右翼?   derechistas de Internet), a menudo abreviado como Net-uyoku o  Netouyo (ネトウヨ?), es el término utilizado para referirse a los neonacionalistas japoneses que interactúan casi por completo dentro de su propia comunidad cibernética, desconectados del resto de la sociedad japonesa. Los Netto-uyoku frecuentemente publican artículos nacionalistas y supremacistas de Japón en Internet.

## Descripción
Los Netto-uyoku generalmente expresan su apoyo a puntos de vista históricamente revisionistas, retratando al Japón imperial bajo una luz positiva, yuxtapuesto con una representación negativa de China (sinofobia), Corea del Norte y del Sur (sentimiento anti-coreano), que se oponen a las acciones de Japón antes y durante la Segunda Guerra Mundial. Los Netto-uyoku tienden a expresar hostilidad hacia los inmigrantes de otros países, particularmente los coreanos zainichi, y alienta las visitas de políticos conservadores al Santuario Yasukuni. Los netto-uyoku también expresan fuertes críticas contra la izquierda doméstica y los partidos centristas, como el Partido Demócrata de Japón y los medios de comunicación liberales.
Se dice que el origen de los Netto-uyoku fue durante los tiempos de la Década Perdida, la crisis económica que golpeó a Japón durante los años 90.